# Маккинли, Джон
Джон Дикинсон Маккинли (англ. John Dickinson McKinlay, 20 января 1932, Детройт, штат Мичиган, США — 14 января 2013, Блумфилд-Хиллс, штат Мичиган, США) — американский спортсмен по академической гребле, серебряный призёр Олимпийских игр в Мельбурне (1956) в гребле на четверке распашной без рулевого.

## Биография
Служил в Корпусе морской пехоты США. Окончил Бостонский университет, выступал за команду этого учебного заведения, был её капитаном. В составе его следующего клуба - Detroit Boat Club вместе со своим братом-близнецом Артом выиграл пять чемпионских титулов в США и восемь регат в канадском Хенли.
В летних Олимпийских играх 1956 в Мельбурне в составе четверки без рулевого завоевал серебряную медаль. Вместе с братом они также выступали на предыдущих летних Играх в Хельсинки (1952).  В 1963 г. гребец закончил свою спортивную карьеру. Завершив обучение в сфере управления недвижимостью в Мичиганском университете, работал риэлтором и оценщиком. Являлся президентом союза риэлторов Блумфилда.
В 1985 г. он был введён в Зал спортивной славы Бостонского университета. В 1980 г. — в Национальный зал гребной славы США.